# Witheringia mexicana
Witheringia mexicana là loài thực vật có hoa trong họ Cà. Loài này được (B.L. Rob.) Hunz. miêu tả khoa học đầu tiên năm 1969.